# Грапска Доња
Грапска Доња је насељено мјесто у граду Добој, Република Српска, БиХ. Према прелиминарним подацима пописа становништва 2013. године, у насељу је живјело 445 становника.

## Историја
Сељани су се 1930-тих сукобљавали са суседним Кладарима јер је променљиви ток Босне мењао границе земље.

## Становништво
| Демографија | Демографија | Демографија |
| Година      | Становника  | Становника  |
| ----------- | ----------- | ----------- |
| 1948.       | 594         |             |
| 1953.       | 584         |             |
| 1961.       | 612         |             |
| 1971.       | 535         |             |
| 1981.       | 542         |             |
| 1991.       | 494         |             |
| 2013.       | 445         |             |